# Valerie Mahaffey
Valerie Mahaffey (Sumatra, 16 giugno 1953 – Los Angeles, 30 maggio 2025) è stata un'attrice statunitense.

## Biografia
In gioventù si trasferì ad Austin in Texas; dopo aver terminato i suoi studi laureandosi nel 1975, entrò nel mondo dello spettacolo con una parte nel film televisivo Tell Me My Name (1977). Dopo diverse partecipazioni a ruoli televisivi diventò famosa per aver impersonato Alma Hodge in Desperate Housewives. Nel 2012 entrò a far parte del cast di Devious Maids - Panni sporchi a Beverly Hills, nel quale ebbe il ruolo di Olivia. Fu attiva anche nel cinema.
Valerie Mahaffey è morta a Los Angeles il 30 maggio 2025 a causa di un cancro, due settimane prima di compiere 72 anni.

## Vita privata
Dal suo unico matrimonio nacque una figlia.

## Filmografia

### Cinema
- La scuola più pazza del mondo (Senior Trip), regia di Kelly Makin (1995)
- Da giungla a giungla (Jungle 2 Jungle), regia di John Pasquin (1997)
- Dinner at Fred's, regia di Shawn Thompson (1999)
- Par 6, regia di Grant Heslov (2002)
- Seabiscuit - Un mito senza tempo (Seabiscuit), regia di Gary Ross (2003)
- My First Wedding, regia di Laurent Firode (2006)
- A Previous Engagement, regia di Joan Carr-Wiggin (2008)
- L'ultima estate insieme (Summer Eleven), regia di Joseph Kell (2010)
- Jack e Jill (Jack and Jill), regia di Dennis Dugan (2011)
- If I Were You, regia di Joan Carr-Wiggin (2012)
- Crazy Eyes, regia di Adam Sherman (2012)
- Sully, regia di Clint Eastwood (2016)
- No Pay, Nudity, regia di Lee Wilkof (2016)
- The Witch Files, regia di Kyle Rankin (2018)
- Fuga a Parigi (French Exit), regia di Azazel Jacobs (2020)

### Televisione
- Dimmi come mi chiamo (Tell Me My Name), regia di Delbert Mann – film TV (1977)
- The Doctors – serie TV, 2 episodi (1979)
- Il brivido dell'imprevisto (Tales of the Unexpected) – serie TV, episodio 7x15 (1984)
- American Playhouse – serie TV, episodio 5x01 (1986)
- Fresno – miniserie TV, 5 episodi (1986)
- Donne di valore (Women of Valor), regia di Buzz Kulik – film TV (1986)
- Bravo Dick (Newhart) – serie TV, episodio 5x13 (1987)
- Jackie e Mike (Jack and Mike) – serie TV, episodio 1x12 (1987)
- Dancer (Her Secret Life), regia di Buzz Kulik – film TV (1987)
- Murphy's Law – serie TV, episodio 1x01 (1988)
- Perry Mason: Partitura mortale (Perry Mason: The Case of the Musical Murder), regia di Christian I. Nyby II – film TV (1989)
- Camp California, regia di Will Mackenzie – film TV (1989)
- Perry Mason: Campioni senza valore (Perry Mason: The Case of the All-Star Assassin), regia di Christian I. Nyby II – film TV (1989)
- Le inchieste di Padre Dowling (Father Dowling Mysteries) – serie TV, episodio 2x11 (1990)
- In viaggio nel tempo (Quantum Leap) – serie TV, episodio 3x05 (1990)
- An Enemy of the People, regia di Jack O'Brien – film TV (1990)
- Cin cin (Cheers) – serie TV, episodio 9x14 (1991)
- I ragazzi della prateria (The Young Riders) – serie TV, episodio 2x18 (1991)
- Baby Talk – serie TV, episodio 1x07 (1991)
- Seinfeld – serie TV, episodio 3x02 (1991)
- Finché morte non ci separi (Till Death Us Do Part), regia di Yves Simoneau – film TV (1992)
- Dream On – serie TV, episodio 3x17 (1992)
- The Powers That Be – serie TV, 21 episodi (1992-1993)
- They, regia di John Korty – film TV (1993)
- Un medico tra gli orsi (Northern Exposure) – serie TV, 5 episodi (1991-1994)
- L.A. Law - Avvocati a Los Angeles (L.A. Law) – serie TV, episodio 8x12 (1994)
- Witch Hunt - Caccia alle streghe (Witch Hunt), regia di Paul Schrader – film TV (1994)
- Women of the House – serie TV, 5 episodi (1995)
- Wings – serie TV, episodi 5x09-6x12-7x18 (1993-1996)
- Il cliente (The Client) – serie TV, 4 episodi (1995-1996)
- Caroline in the City – serie TV, episodio 2x09 (1996)
- George & Leo – serie TV, episodio 1x11 (1997)
- E.R. - Medici in prima linea (ER) – serie TV, 4 episodi (1999)
- Ally McBeal – serie TV, episodio 3x17 (2000)
- Love & Money – serie TV, episodio 1x07 (2000)
- That's My Bush! – serie TV, episodio 1x07 (2001)
- Night Visions – serie TV, episodio 1x07 (2001)
- Seconda nascita (After Amy), regia di Peter Werner – film TV (2001)
- Giudice Amy (Judging Amy) – serie TV, episodio 3x06 (2001)
- West Wing - Tutti gli uomini del Presidente (The West Wing) – serie TV, episodio 3x06 (2001)
- Law & Order - Unità vittime speciali (Law & Order: Special Victims Unit) – serie TV, episodio 3x19 (2002)
- Frasier – serie TV, episodio 11x07 (2003)
- Good Morning, Miami – serie TV, episodio 2x15 (2004)
- Senza traccia (Without a Trace) – serie TV, episodio 2x20 (2004)
- Out of Practice - Medici senza speranza (Out of Practice) – serie TV, episodio 1x03 (2005)
- Crumbs – serie TV, episodio 1x03 (2006)
- CSI - Scena del crimine (CSI: Crime Scene Investigation) – serie TV, episodio 7x08 (2006)
- Raines – serie TV, episodio 1x01 (2007)
- Private Practice – serie TV, episodio 1x06 (2007)
- Boston Legal – serie TV, episodio 4x11 (2008)
- United States of Tara – serie TV, 7 episodi (2009)
- Better with You – serie TV, episodio 1x07 (2010)
- Hannah Montana – serie TV, episodio 4x09 (2010)
- Aiutami Hope! (Raising Hope) – serie TV, episodio 1x09 (2010)
- Less Than Kind – serie TV, episodio 3x01 (2012)
- Desperate Housewives – serie TV, 9 episodi (2006-2012)
- The Exes – serie TV, episodio 2x11 (2012)
- Glee – serie TV, episodi 3x03-3x10-4x15 (2011-2013)
- Monday Mornings – serie TV, 6 episodi (2013)
- Grey's Anatomy – serie TV, episodio 10x10 (2013)
- Kirstie – serie TV, episodio 1x12 (2014)
- Franklin & Bash – serie TV, episodio 4x05 (2014)
- Hart of Dixie – serie TV, episodi 3x19-3x21-4x01 (2014)
- Workaholics – serie TV, episodio 5x08 (2015)
- Devious Maids - Panni sporchi a Beverly Hills (Devious Maids) – serie TV, 7 episodi (2013-2015)
- Impastor – serie TV, episodio 1x06 (2015)
- The Mindy Project – serie TV, episodio 4x16 (2016)
- L'uomo nell'alto castello (The Man in the High Castle) – serie TV, episodi 2x08-2x09-2x10 (2016)
- Young Sheldon – serie TV, 14 episodi (2017-2020)
- Amiche per la morte - Dead to Me (Dead to Me) – serie TV, 6 episodi (2019-2020)
- Big Sky – serie TV, 9 episodi (2020-2021)

## Doppiatrici italiane
Nelle versioni in italiano delle opere in cui ha recitato, Valerie Mahaffey fu doppiata da:
- Roberta Paladini in Glee, Devious Maids - Panni sporchi a Beverly Hills,  Big Sky
- Michela Alborghetti in Desperate Housewives
- Cristina Boraschi in Private Practice
- Alessandra Korompay in Jack & Jill
- Silvia Tognoloni in Grey's Anatomy
- Emanuela Rossi in Dead to Me
- Maddalena Vadacca in Fuga a Parigi